# Wydma śródlądowa
Wydma śródlądowa – wzniesienie usypane przez wiatr, jeden z rodzajów wydm, występujących na obszarach lądowych. 
Wydmy śródlądowe tworzące niekiedy bardzo liczne wzgórza są charakterystyczne dla równin Polski środkowej. Powstały one w większości po ustąpieniu ostatniego zlodowacenia z piasków sandrów i teras akumulacyjnych. Są to formy pochodzenia eolicznego, tzn. utworzone na skutek działalności wiatru. 
W Polsce występują rozległe zespoły wydm śródlądowych, m.in. w Kotlinie Sandomierskiej, Puszczy Kampinoskiej, Mazowieckim Parku Krajobrazowym, na Równinie Wkrzańskiej, w Borach Dolnośląskich, w Puszczy Bydgoskiej oraz na międzyrzeczu warciańsko-noteckim.
Wydmy śródlądowe Polski są to zwykle tzw. wydmy paraboliczne, a także wały wydmowe, wydmy gwiaździste i nieregularne. Wydmy występują zwykle grupami, często łącząc się z sobą. W niektórych okolicach tworzą one całe łańcuchy, przy czym ich łuki wybiegają czasem z jednego podłużnego wału, powstałego przez połączenie się z jednej strony ramion poszczególnych wydm. 
Wydmy nieutrwalone roślinnością wędrują w kierunku zgodnym z kierunkiem przeważających wiatrów. Na skutek tego można je spotkać nawet na wysoczyznach morenowych. Jednakże większość ich występuje na terenach zbudowanych z piasku, tzn. na sandrach, terasach pradolin i dolin rzecznych itp. Spotyka się je na piaskach w całej Polsce środkowej i południowej, natomiast jest ich mało lub w ogóle brak na obszarach piaszczystych Polski północnej.

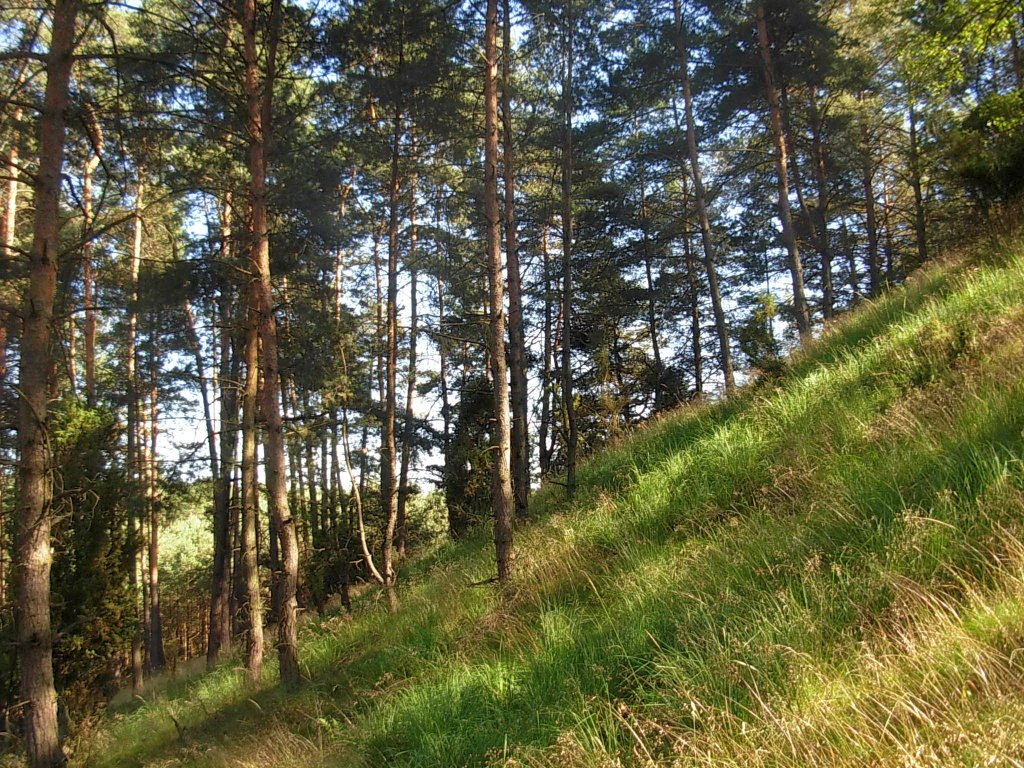
Zbocze odwietrzne wydmy śródlądowej w Puszczy Bydgoskiej
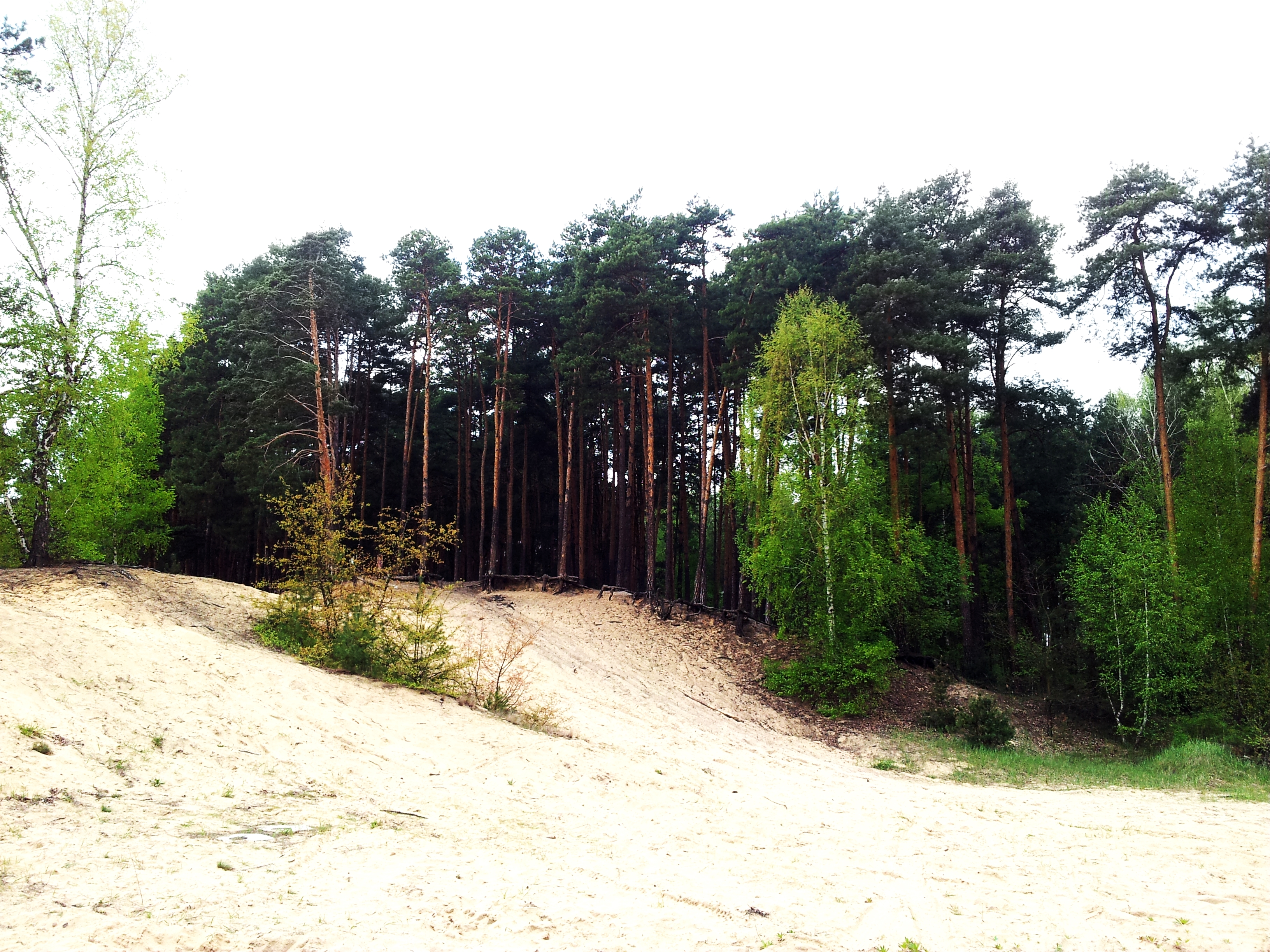
Wydma śródlądowa w lesie Kosowskim w Radomiu
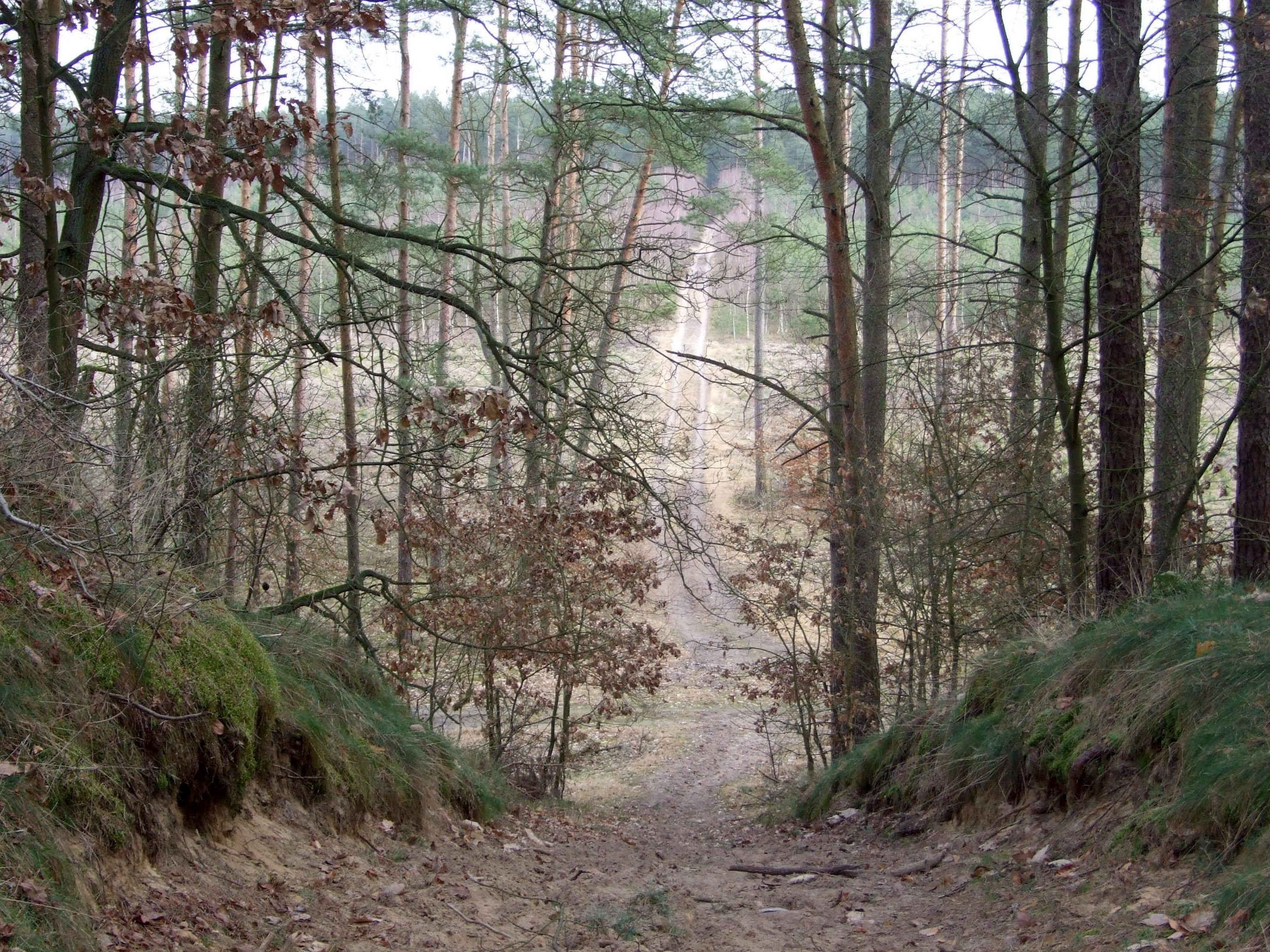
Komorze Góry na Równinie Wkrzańskiej koło Polic
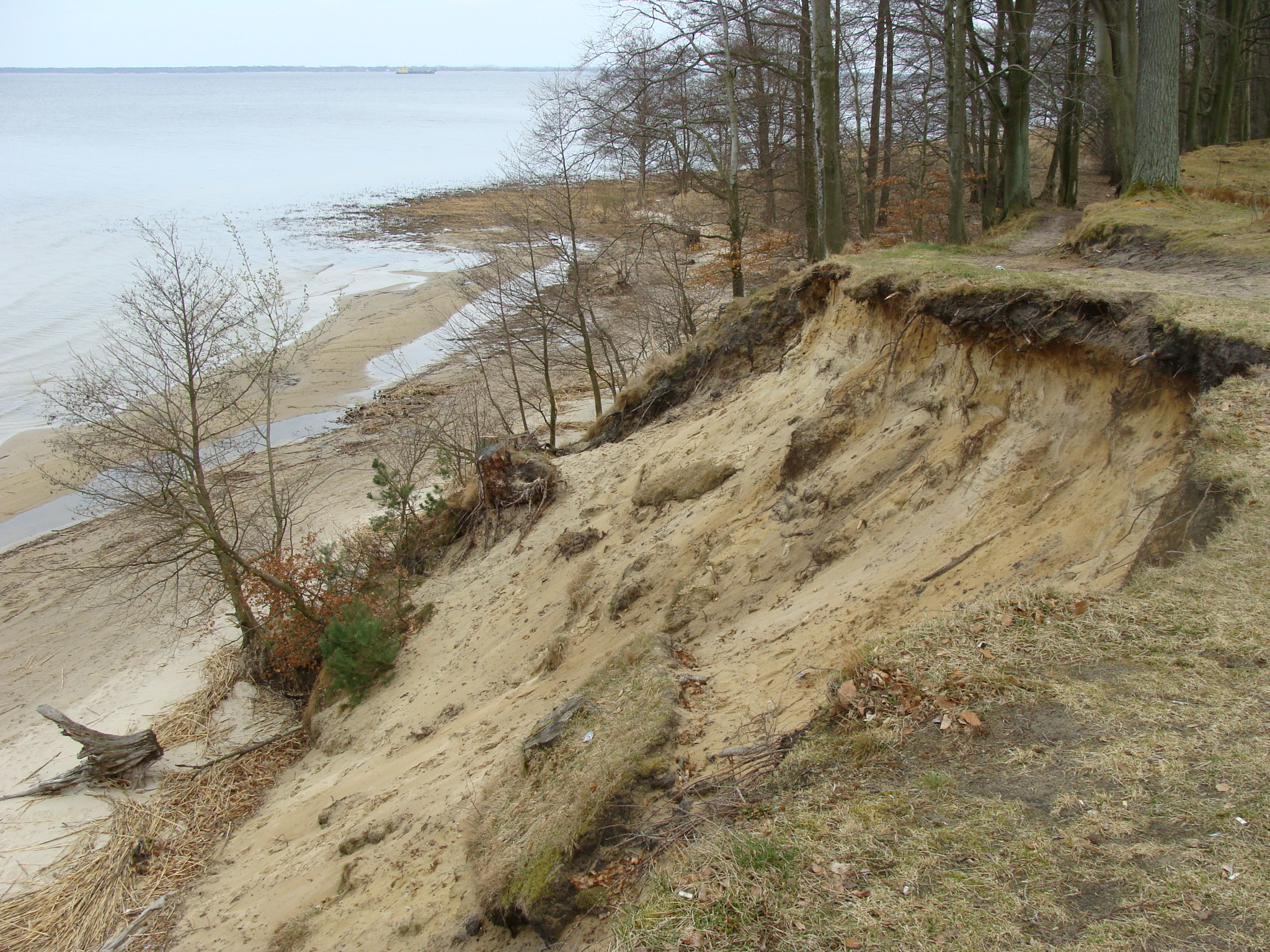
Wydma śródlądowa na Równinie Wkrzańskiej tworząca brzeg Zalewu Szczecińskiego między Brzózkami a Trzebieżą
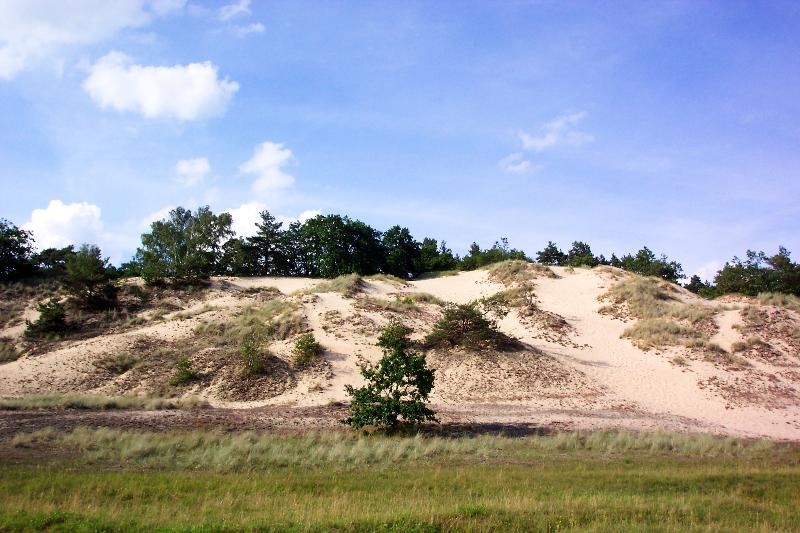
Wydma śródlądowa w Niemczech
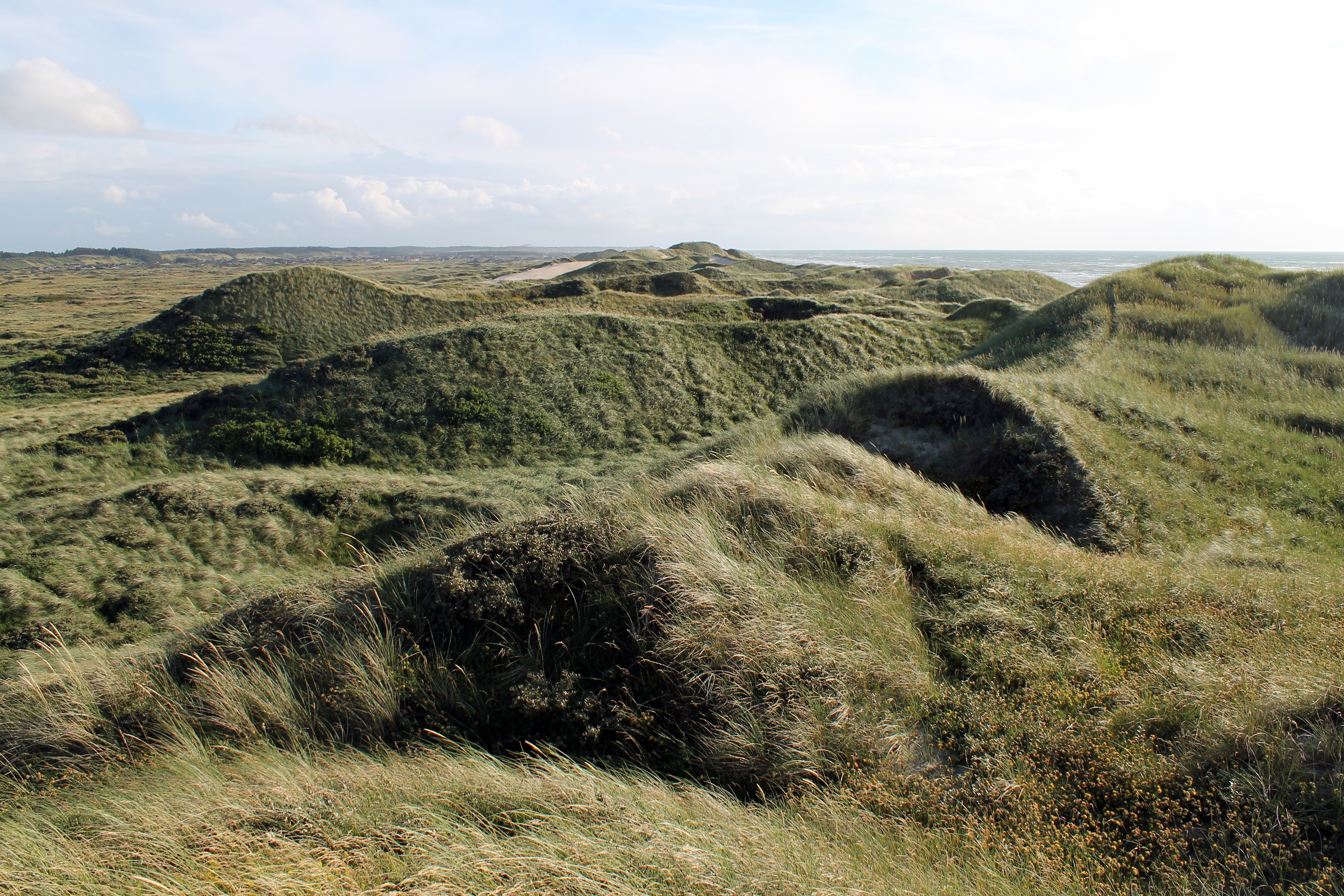
Wydma śródlądowa w Danii